# Prêmio TVyNovelas de 2012
30º Prêmio TVyNovelas

Novela: 

La Fuerza del Destino
Atriz: 

Sandra Echeverría
Ator: 

Jorge Salinas
O Prêmio TVyNovelas 2012 foi a 30ª edição do Prêmio TVyNovelas, prêmio entregue pela revista homônima aos melhores artistas e produções da televisão mexicana referente ao ano de 2011. O evento ocorreu no dia 26 de Fevereiro de 2012 em Acapulco. Foi transmitido pela emissora mexicana Canal de las Estrellas e apresentado pelos atores Jacqueline  Bracamontes, Alan Tacher e Ximena Navarrete. Os vencedores estão em negrito.